# Aphaenogaster espadaleri
Aphaenogaster espadaleri är en myrart som beskrevs av Henri Cagniant 1984. Aphaenogaster espadaleri ingår i släktet Aphaenogaster och familjen myror. Inga underarter finns listade i Catalogue of Life.